# Imitomyia sugens
Imitomyia sugens là một loài ruồi trong họ Tachinidae.